# قازی (روستا)
قازی (قزاقی: Қазы) یک شهرک در استان پاولودار کشور قزاقستان است.